# Perifante (re dell'Attica)
Perifante (in greco antico: Περίφᾱς?, Períphās) è un personaggio della mitologia greca, un leggendario re dell'Attica che Zeus trasformò in un'aquila.

## Mitologia
Oltre a un riferimento di passaggio nelle Metamorfosi di Ovidio, l'unica fonte conosciuta per questa storia è del II secolo d.C. oppure nelle successive Metamorfosi di Antonino Liberale.
Un tempo prima di Cecrope, che per la tradizione fu il primo re di Atene, dalla terra nacque autoctono Perifante che regnò sull'Attica.
Era un sacerdote devoto ad Apollo ed al quale faceva molti sacrifici. Era un re giusto ed al di sopra di ogni rimprovero, il suo governo era accettato di buon grado da tutti ed i suoi giudizi onesti erano sempre numerosi.
Era così amato dal suo popolo che cominciarono a tributargli gli onori che di solito appartenevano solo a Zeus, e costruirono templi dedicati a lui ed a chiamarlo "Zeus Salvatore" o "Sovrintendente di Tutti" ed anche "Grazioso", ma tutto questo fece arrabbiare il dio Zeus.
Zeus era determinato a colpire Perifante con un fulmine ed a divorarlo nel fuoco con tutta la sua casa, ma poiché Perifante era stato così fedele, Apollo intervenne in sua difesa e Zeus fu d'accordo.
Così Zeus non lo uccise ma scese nella sua casa e trovandolo assieme alla moglie Fene lo trasformò in un'aquila mentre a lei, che lo supplicò di potergli stare ancora vicino, la tramutò in un avvoltoio.
E Zeus fece di Perifante il re di tutti gli uccelli e lo mise a guardia del suo sacro scettro, mentre a Fene, l'avvoltoio, concesse di diventare un buon auspicio per gli uomini.